# Corso Buenos Aires
O Corso Buenos Aires é uma importante rua comercial de Milão, que contém mais de 350 lojas de diferentes artigos, com uma das faturações diárias mais altas do mundo e uma média de cem mil pessoas a cada dia. Tem mais de 1600 metros de comprimento e orientação Norte-Sul, que a colocam como uma das avenidas comerciais mais longas da Europa. A sua configuração recorda a tipologia americana, sobretudo à Quinta Avenida de Nova Iorque. A rua estende-se desde a porta Venezia, situada na Piazza Oberdan, até à Piazzale Loreto, constituindo um prolongamento retilínea do Corso Venezia. Todo o Corso Buenos Aires faz parte da Zona 3 de Milão. Nesta rua situa-se o Teatro Puccini, sede atual da companhia teatral do Teatro dell'Elfo.

## História

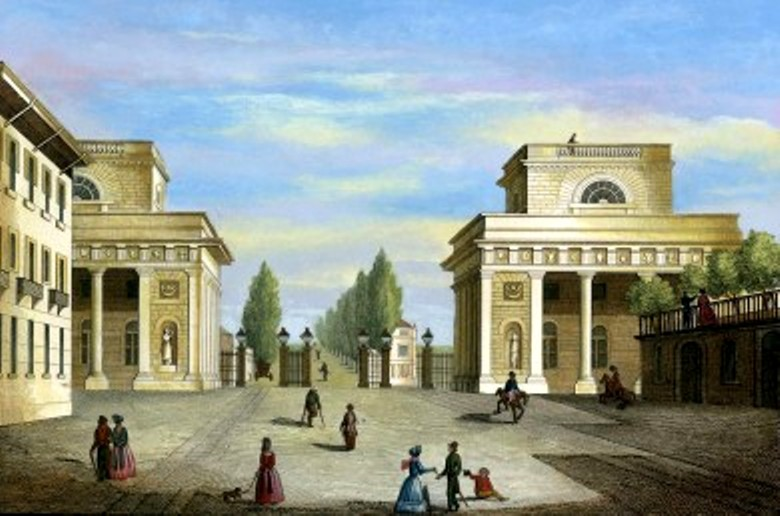
O então Corso Loreto, que se estendia (arvoredo) para além da Porta Venezia.

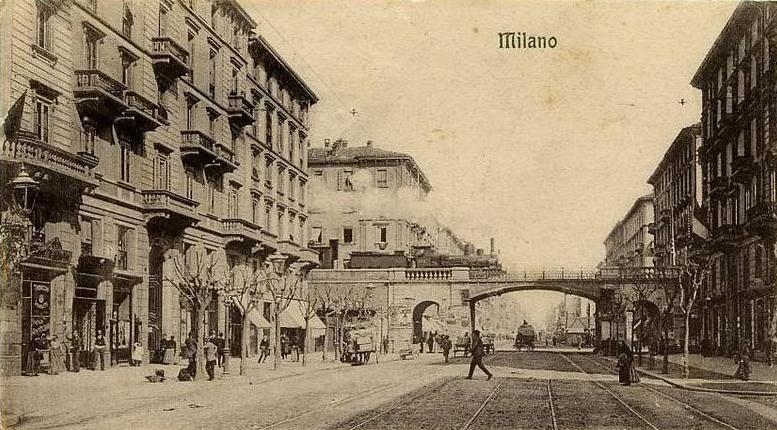
Corso Buenos Aires em 1907, coberto pelo viaduto do caminho-de-ferro.

A rua construiu-se rodeando a zona do velho Lazzaretto di Milano, facto famoso pela novela Os Noivos. Em seu lugar, a partir dos anos da sua demolição (1882-1890), construiu-se um bairro popular de alta densidade, que na forma reproduz o esquema de parcelas realizado pela Banca di Credito Italiano, comprador do lazzaretto.
O nome da rua era originalmente Corso Loreto e procedia da igreja de Santa Maria di Loreto (século XVI), situada na rua que unia a Porta Oriental a Veneza. A igreja foi transformada em casas no final do século XVIII e demolida completamente em 1914.
Em 1906 a rua foi renomeada Corso Buenos Aires, por motivo da Exposição Universal, e aparece com frequência nos mapas da época com o nome de Corso Bons Ayres. A decisão foi tomada, entre algumas críticas, pelo prefeito Ettore Ponti para promover uma imagem internacional da cidade, dedicando à Argentina esta rua e também o Piazzale Argentina, e a Peru o Piazzale Lima. Estes topónimos comemoravam o vínculo com estes dois países Sul Americanos, meta de uma intensa emigração italiana: mais de cinco milhões de pessoas entre 1881 e 1911. No lado ocidental da rua estende-se o bairro popular, nas proximidades da Estação Central, enquanto no lado oriental há um bairro acomodado da burguesia milanesa. Antigamente atravessavam a rua as vias de comboio da antiga estação central, que seguiam pelo Viale Regina Elena (atual Viale Tunisia) e foram suprimidas definitivamente em 1931 com a inauguração da atual Estação Central.
No século XIX o Corso Buenos Aires converteu-se na ligação privilegiada entre Milão e Monza, mantendo este papel inclusive depois a construção do Viale Zara e o Viale Fulvio Testi, realizada na década de 1910. Cerca do antigo Lazzaretto tinha a sua sede a primeira estação terminal do antigo elétrico Milão-Monza, inaugurada em julho de 1876, que em novembro do ano seguinte transladar-se-ia ao Longo San Babila. No final de 1900 se eletrificou a linha, e foi desmantelada e transladada quando a partir de 2 de março de 1958 começaram as escavações para a construção da primeira linha do Metro de Milão, que ainda hoje o percorre por baixo em todo o seu comprimento, parando nas estações de Porta Venezia, Lima e Loreto.

## Edifícios notáveis
Lado esquerdo:
- No nº 19 um edifício de estilo neoclássico, de finais do século XVIII;[8]
- No nº 75 um edifício residencial, construído entre 1927 e 1928 segundo o projeto de Fausto Franco e F. Fumagalli.[9]

- No canto com a Via Broggi e a Via Redi um edifício que contém moradias, escritórios, lojas e um cinema, construído entre 1947 e 1949 segundo o projeto de Piero Bottoni e Guglielmo Ulrich;[10]
- No canto com a Via Piccinni um edifício que contém escritórios, residências e um supermercado, construído em 1970 segundo o projeto do estudo BBPR.[11]

## Galeria de imagens

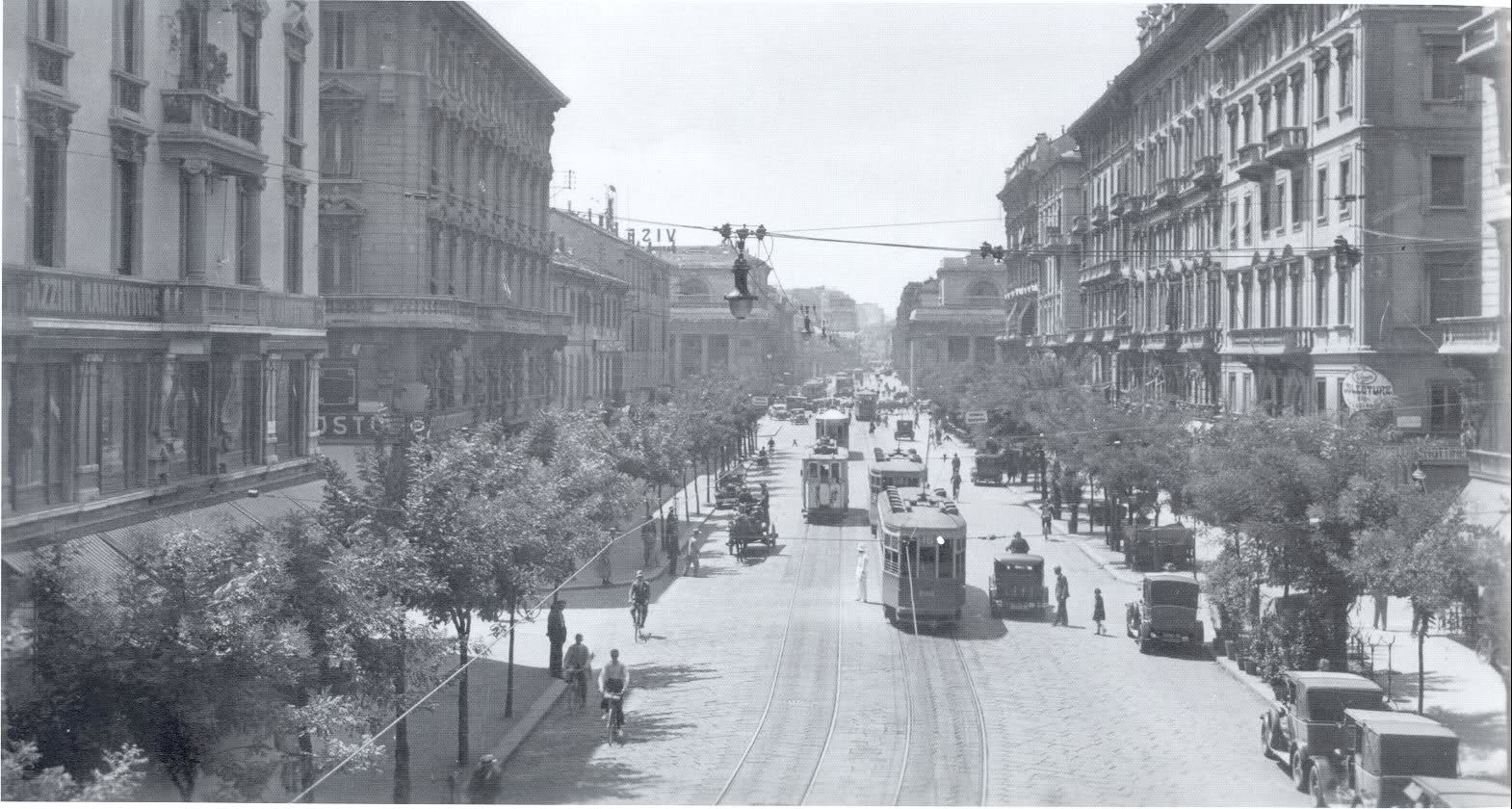
Corso Buenos Aires nos anos trinta
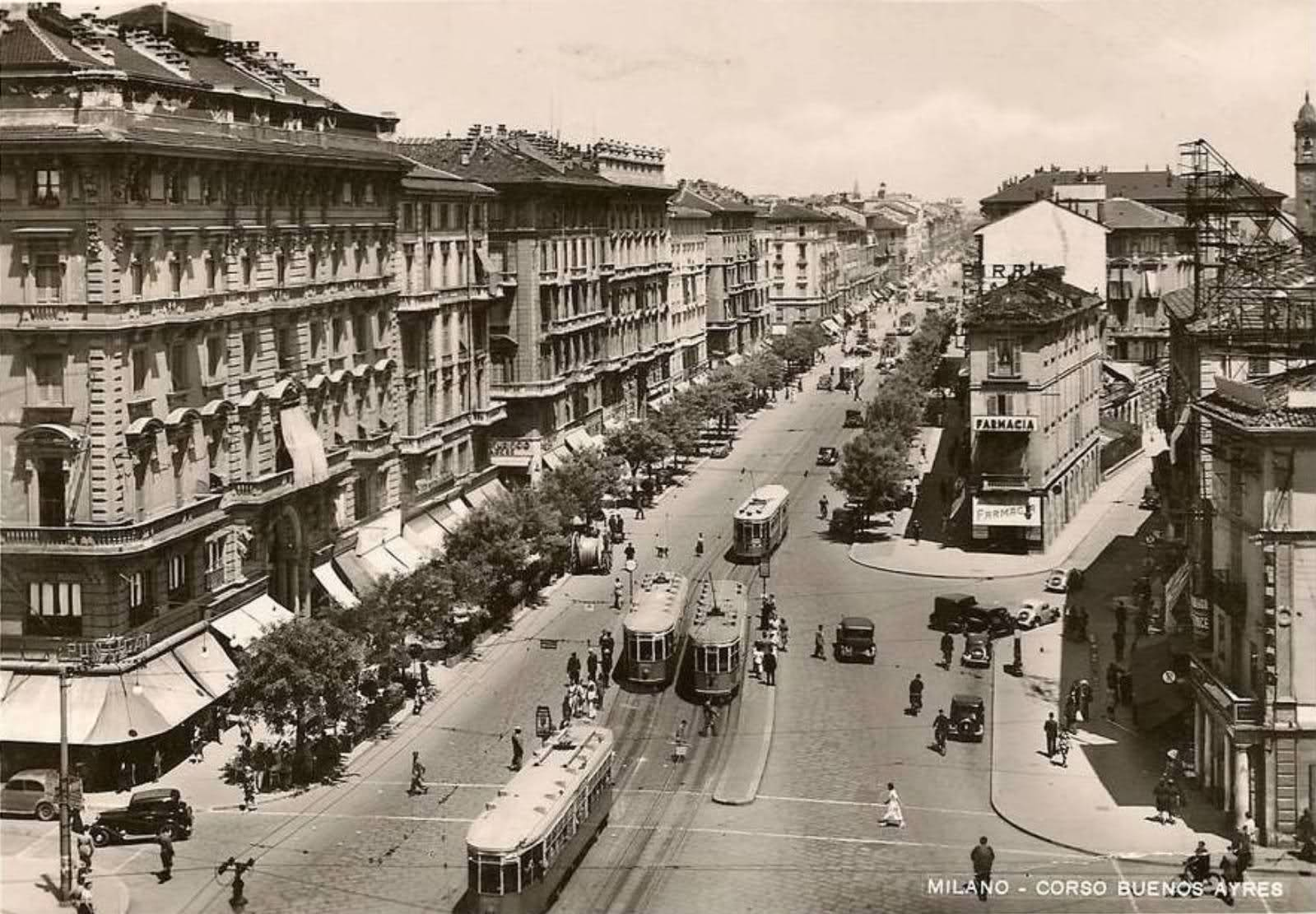
Corso Buenos Aires em 1935
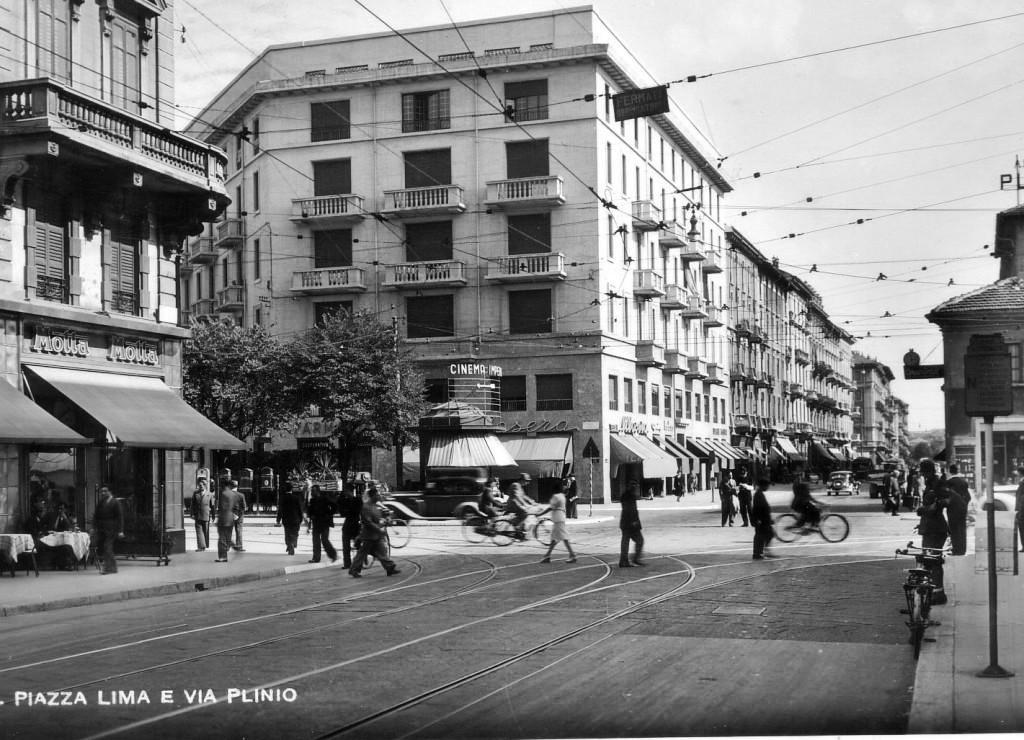
A Piazza Lima e a Via Plinio
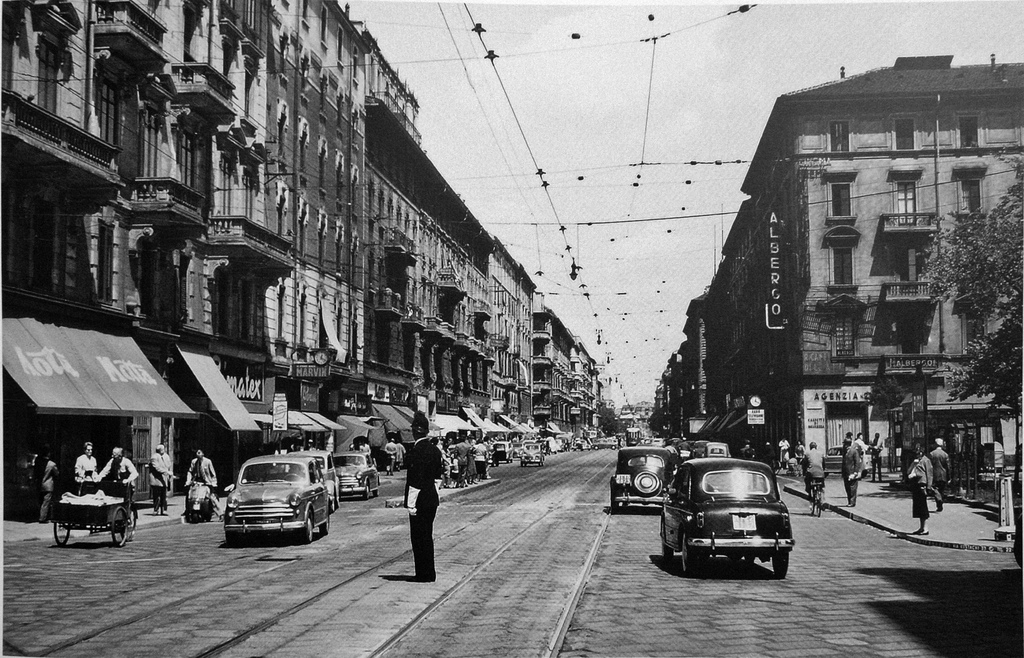
Corso Buenos Aires nos anos cinquenta
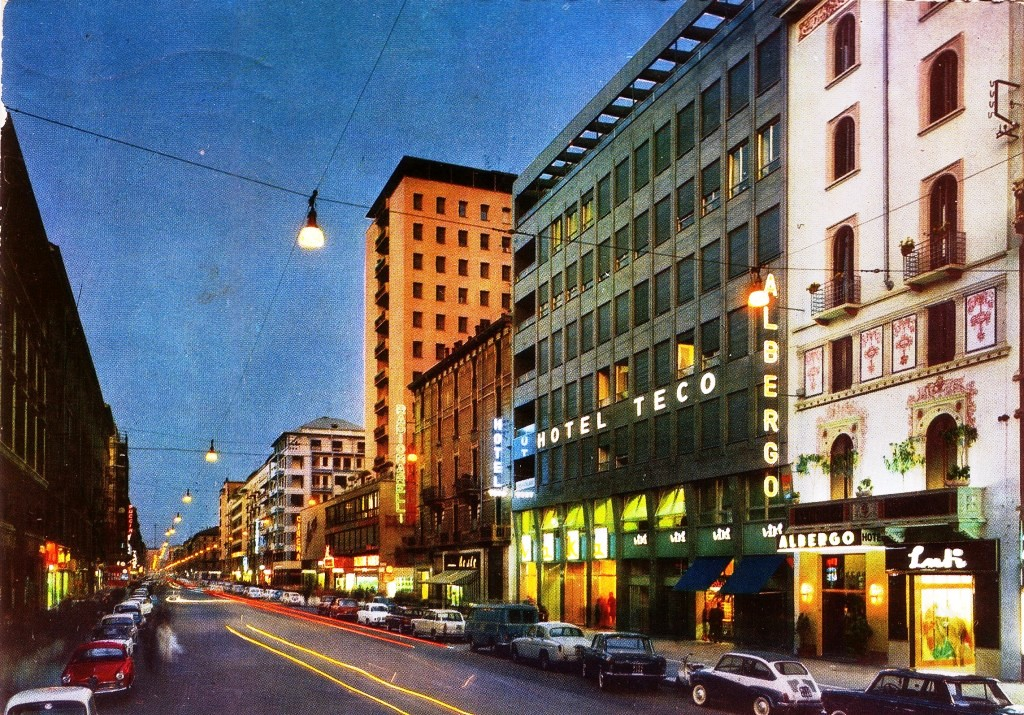
Corso Buenos Aires nos anos sessenta
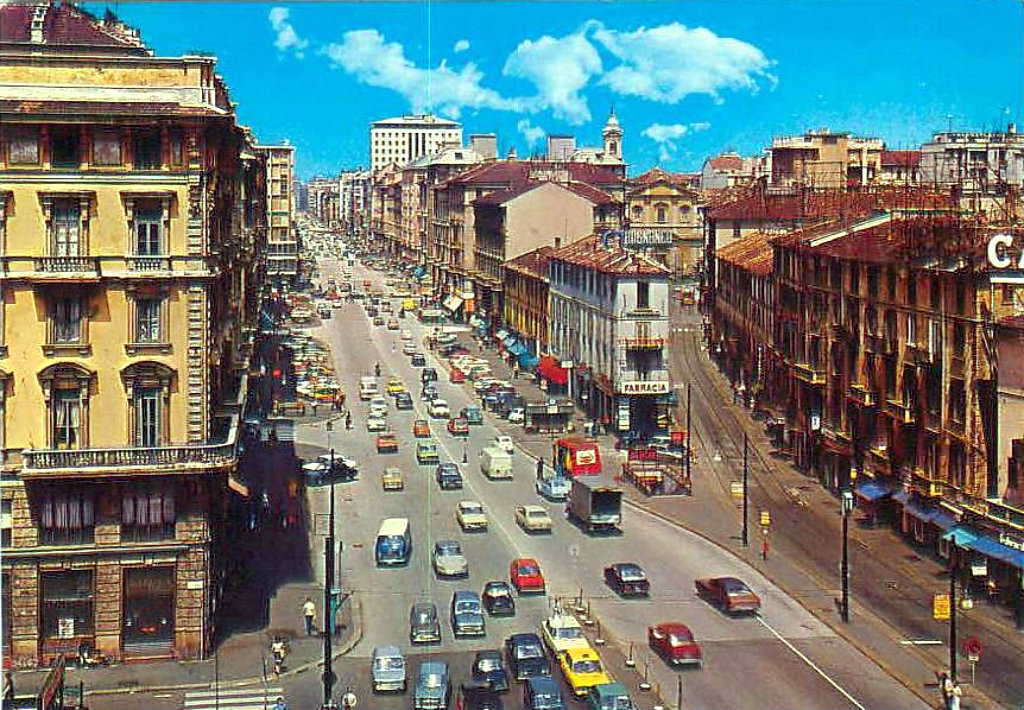
Corso Buenos Aires nos anos sessenta
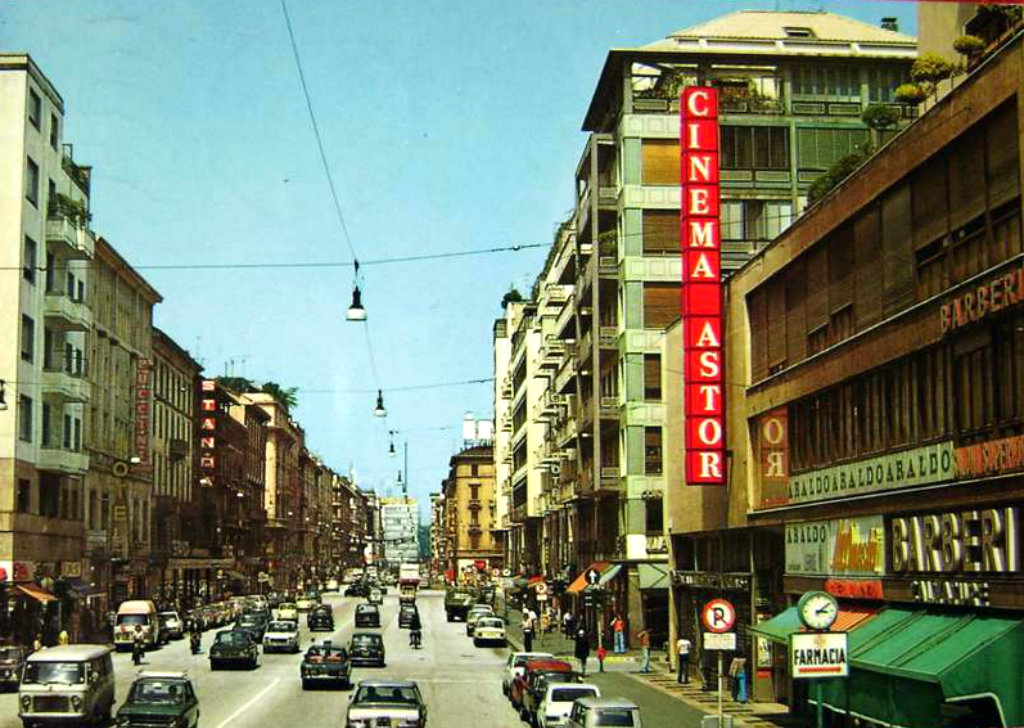
Corso Buenos Aires nos anos setenta
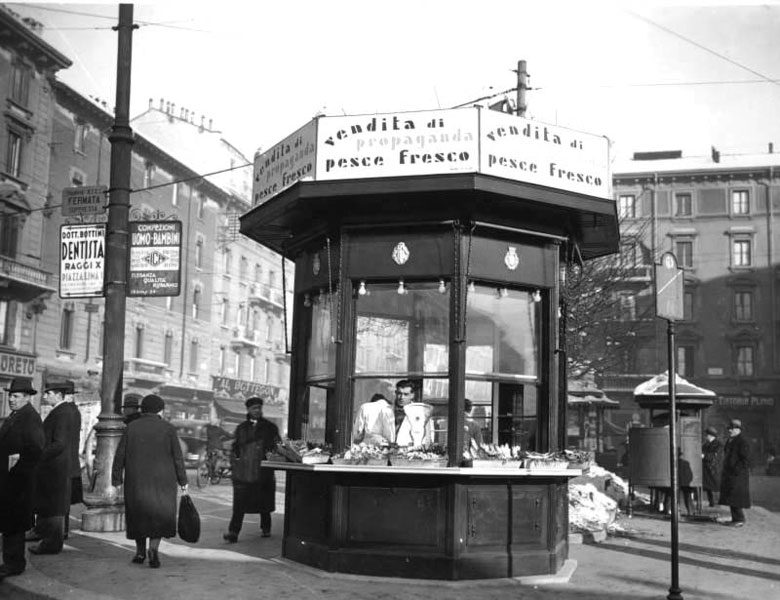
Um quiosque de pescado numa foto da época